# Брайдон, Эмили
Эмили Брайдон (англ. Emily Brydon, род. 21 апреля 1980 года, Ферни, Канада) — бывшая канадская горнолыжница, участница трёх Олимпийских игр, победительница этапа Кубка мира. Наиболее успешно выступала в скоростных дисциплинах.
В Кубке мира Брайдон дебютировала в 1998 году, в феврале 2008 года одержала свою единственную победу на этапе Кубка мира, в супергиганте. Кроме победы имеет на своём счету 8 попаданий в тройку лучших на этапах Кубка мира, большинство из которых в скоростном спуске. Лучшим достижением Брайдон в общем зачёте Кубка мира является 14-е место в сезоне 2007-08.
На Олимпиаде-2002 в Солт-Лейк-Сити стала 27-й в слаломе и 38-й в гигантском слаломе.
На Олимпиаде-2006 в Турине стартовала в трёх дисциплинах: скоростной спуск - 20-е место, комбинация - 13-е место, супергигант - 9-е место.
На Олимпиаде-2010 в Ванкувере показала следующие результаты: скоростной спуск - 16-е место, супергигант - не финишировала, комбинация - 14-е место.
За свою карьеру участвовала в пяти чемпионатах мира, медалей не завоёвывала, лучший результат 7-е место в комбинации на чемпионате-2001 в австрийском Санкт-Антоне.
Использовала лыжи и ботинки производства фирмы Salomon.
По окончании сезона 2009-10 Эмили Брайдон объявила о завершении спортивной карьеры. В настоящий момент учится в Университете Калгари.